# Coptotettix latifrons
Coptotettix latifrons är en insektsart som beskrevs av Brunner von Wattenwyl 1893. Coptotettix latifrons ingår i släktet Coptotettix och familjen torngräshoppor. Inga underarter finns listade i Catalogue of Life.